# Костево (Ярославская область)
Костево — деревня в Угличском районе Ярославской области России. 
В рамках организации местного самоуправления входит в Отрадновское сельское поселение, в рамках административно-территориального устройства относится к Ординскому сельскому округу.

## География
Расположена на берегу реки Манка в 19 км на запад от центра поселения посёлка Отрадный и в 24 км на северо-запад от райцентра города Углича.

## История
В конце XIX — начале XX века деревня являлась центром Платуновской волости Мышкинского уезда Ярославской губернии.
С 1929 года деревня входила в состав Платуновского сельсовета Угличского района, с 1954 года — в составе Ординского сельсовета, с 2005 года — в составе Отрадновского сельского поселения.

## Население
| 1859 | 2002 | 2007 | 2010 |
| ---- | ---- | ---- | ---- |
| 255  | ↘52  | ↘48  | ↘37  |